# Хадаба

Одна из типичных улиц районной застройки

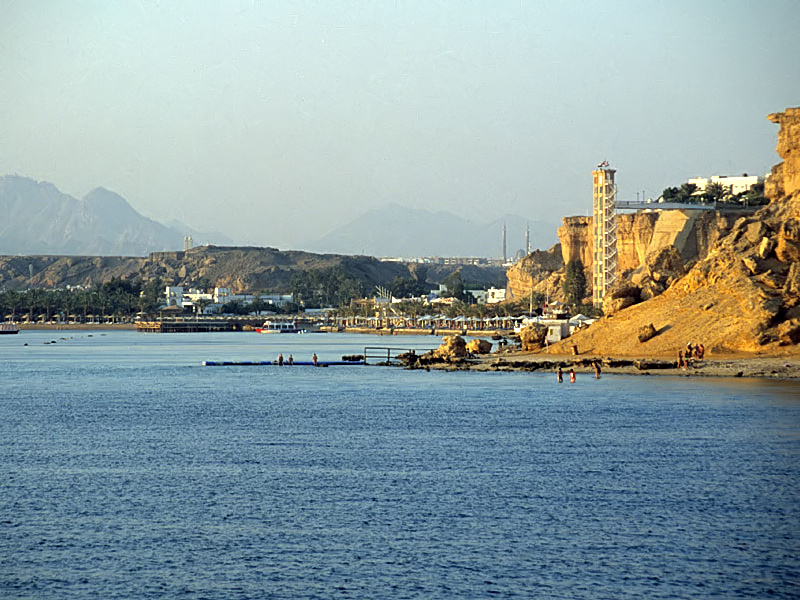
Скалистый берег Хадаба у бухты Шарм-эль-Майя

Хадаба (с араб. — «плоскогорье») — жилой район в городе Шарм-эш-Шейх, (Египет), практически самая крайняя на юго-западе города (в сторону Каира) застройка, расположенная на возвышении, несколько выше Старого города, и выходящая скальным берегом с коралловыми пляжами на ту же бухту Шарм-эль-Майя и на бухту Рас-Ум-Сид.
Исторически старая застройка Хадабы — бывший военный гарнизон, размещенный в городе президентом Египта Абдель Насером в 1960-е годы. В настоящее время представляет собой район проживания, как правило, местного гражданского населения и туристов. Вдоль побережья Хадабы, в сторону бухты Рас-Ум-Сид — новые, современные городские кварталы: отели, магазины, рестораны, различные объекты развлечений. Из главных достопримечательностей — башня маяка, развлекательный комплекс «1001 ночь», дельфинарий, аквапарк, торговый район Иль Меркато с магазином Virgin Group, а также памятник жертвам авиакатастрофы в заливе Акаба 3 января 2004 года.
Жилая застройка представляет собой двух- (редко трёх-) этажные виллы преимущественно старой постройки, как правило — однотипные, поделённые на несколько квартир между владельцами. Имеется действующая мечеть.

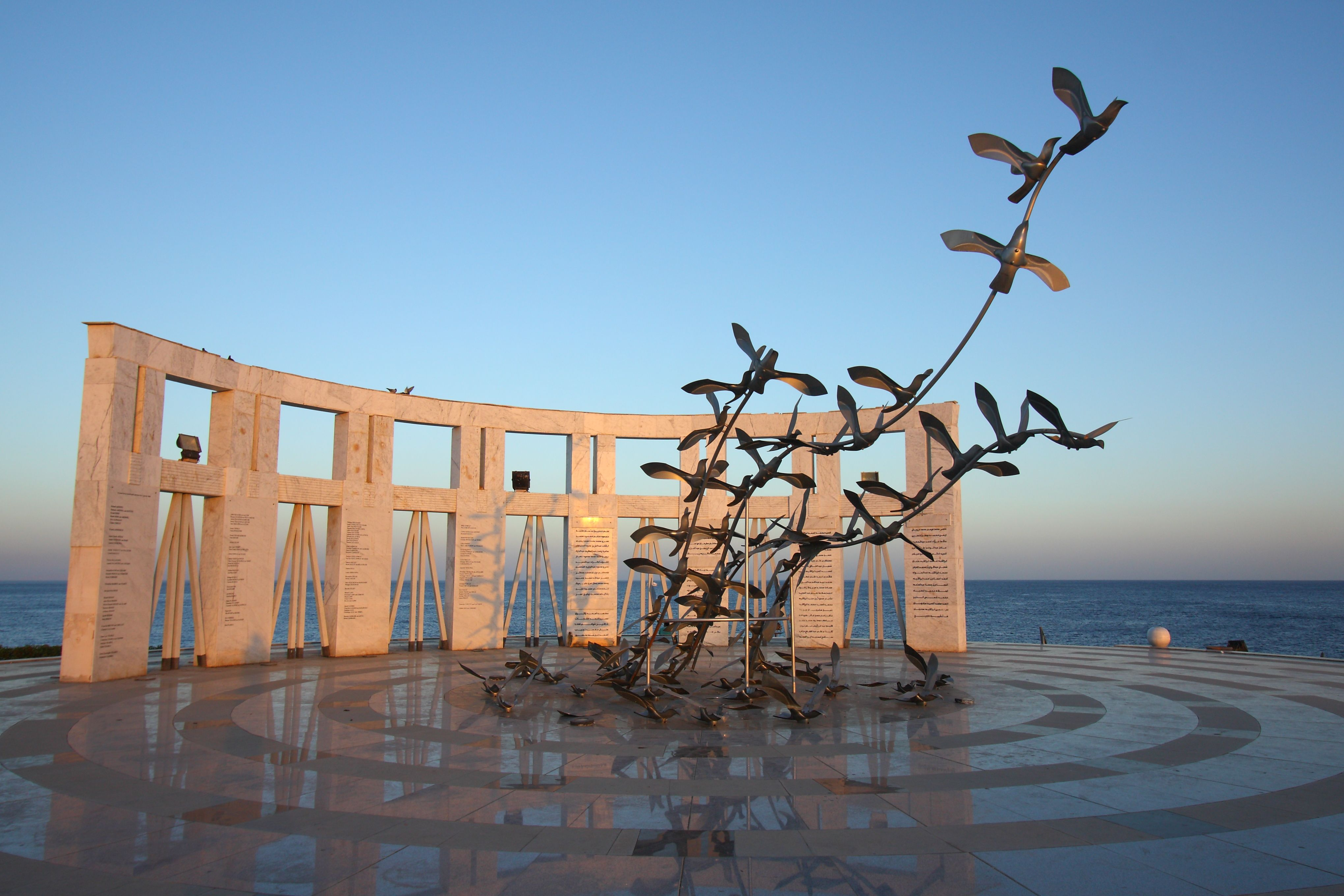
Памятник жертвам авиакатастрофы в залива Акаба 3 января 2004 года

Архитектурный стиль современных строений

В районе близкий выход к морю (высокий обрыв, крутые лестницы). Пляжи в Хадабе — преимущественно коралловые, с высоким обрывистым берегом, крутым входом в море и большими глубинами. Места интересны для ныряльщиков за счёт красоты подводного мира и большого количества морских обитателей.